# Anthony Nesty

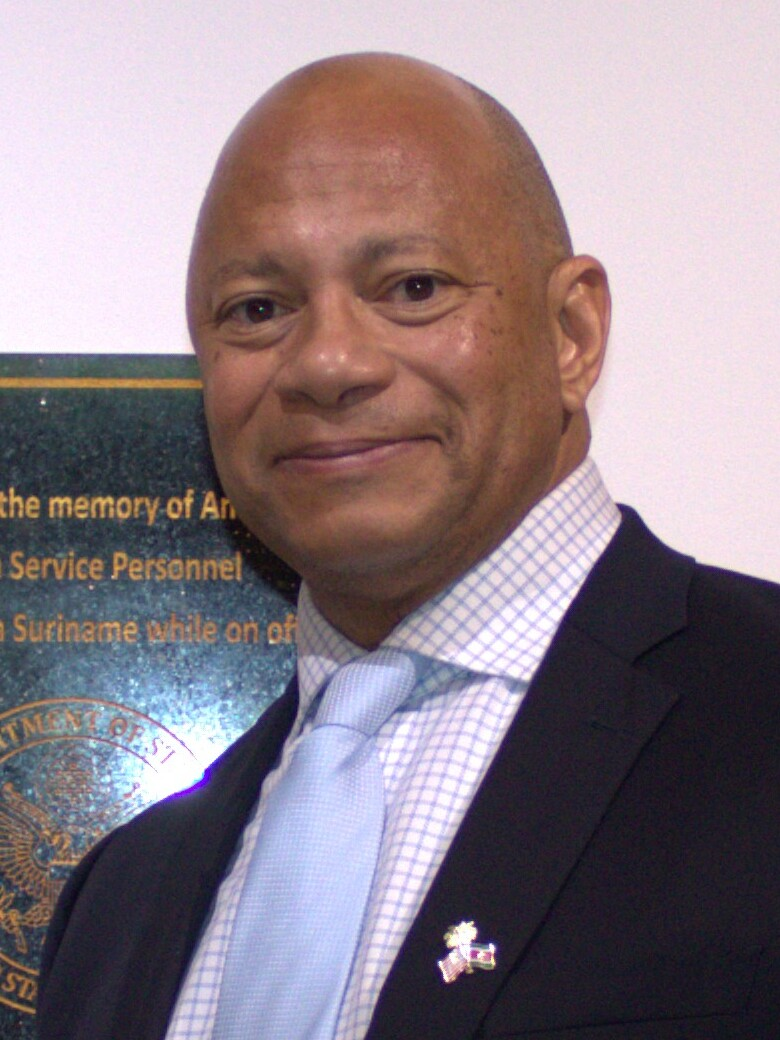
Anthony Nesty, 2025

Anthony Nesty (* 25. November 1967 in Trinidad und Tobago) ist ein ehemaliger Schwimmer aus Suriname. Er trat bei drei Olympischen Spielen an und gewann die bislang einzigen Medaillen Surinames bei Olympischen Spielen überhaupt.
Anthony Nesty wurde als jüngstes von fünf Kindern einer Familie schwarzafrikanischer Herkunft geboren. Die Familie zog nach Suriname um, als Anthony noch ein Kleinkind war. Er kam frühzeitig zum Schwimmsport und trainierte bald in landes- und karibikweiten Wettbewerben. Gerade erst 16 Jahre alt nahm er bereits an den Olympischen Spielen 1984 in Los Angeles teil und erreichte den 21. Platz. Daraufhin schrieb er sich in die Belles Prep School in Jacksonville in Florida ein, die auf die Ausbildung von Weltklasse-Schwimmern spezialisiert ist. Als er im zweiten Jahr an der Schule war, brach er den bis dahin von Pablo Morales gehaltenen Schulrekord in der Disziplin 100 Yards Schmetterling. Bei den Panamerikanischen Spielen 1987 in Indianapolis holte er die Goldmedaille über 100 m Schmetterling und die Bronzemedaille über 200 m Schmetterling.

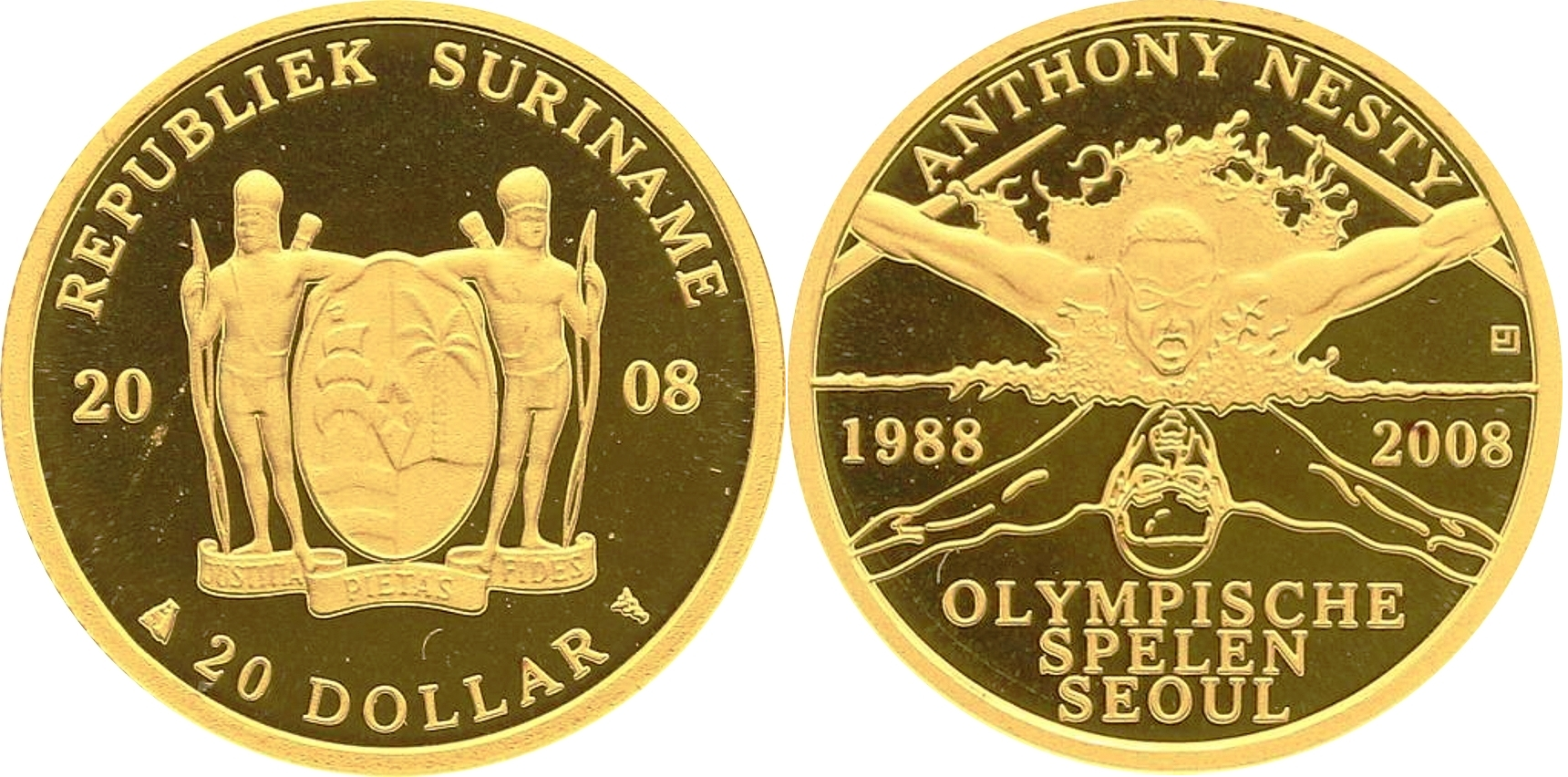
Gedenkmünze, 2008

Bei den Olympischen Spielen 1988 trat Nesty erneut in seiner Spezialdisziplin an. Im 100-Meter-Finale schlug er mit einer Zeit von 53,00 Sekunden den großen Favoriten Matt Biondi um eine Hundertstelsekunde, profitierte dabei aber von der Fehleinschätzung Biondis, der im Angesicht eines vermeintlich sicheren Vorsprungs den letzten Armzug ausließ und die letzten Meter gleitend zurücklegte. Mit diesem Sieg wurde Anthony Nesty der zweite schwarze Athlet nach Enith Brigitha (Bronze), welcher eine Olympiamedaille in einem Schwimmwettbewerb gewinnen konnte und der erste schwarze Goldmedaillengewinner dieser Wettkampfklasse. Dies gab insbesondere dem Selbstbewusstsein seiner afroamerikanischen Landsleute einen enormen Aufschwung. In Suriname wurden Briefmarken sowie Gold- und Silbermünzen mit seinem Porträt hergestellt. Außerdem wurde in der Hauptstadt Paramaribo die größte Mehrzweckhalle des Landes nach ihm benannt.
Nach seinem Olympiasieg 1988 blieb Nesty drei Jahre auf seiner Spezialstrecke ungeschlagen. In dieser Zeit gewann er 1990 Gold bei den Goodwill Games und ein Jahr später den Weltmeistertitel. Bei den nächsten Olympischen Spielen 1992 in Barcelona konnte er über 100 m Schmetterling seinen Sieg von Seoul nicht wiederholen, schaffte aber immerhin mit 53,41 Sekunden noch die Bronzemedaille hinter Pablo Morales (53,32 Sekunden) und Rafał Szukała (53,35 Sekunden).
Im Jahr 1998 wurde er in die International Swimming Hall of Fame aufgenommen. Derzeit ist Anthony Nesty als Co-Trainer an der University of Florida tätig. 2008 durfte er für Suriname als Fahnenträger und Schwimmtrainer bei den Olympischen Spielen in Peking teilnehmen.
Nach Anthony Nesty war das Flugzeug benannt, das 1989 auf dem Surinam-Airways-Flug 764 verunglückte.